# Paso del Molino
Paso del Molino é um bairro de Montevidéu, a capital do Uruguai.